# Salix subopposita
Salix subopposita je druh vrby, opadavé listnaté dřeviny z čeledi vrbovité.

## Popis
Druh tvoří malé, až 30 cm vysoké keře, kvetoucí v dubnu až květnu stříbrně zbarvenými jehnědami. Větve jsou poměrně husté, tenké, vzpřímené, hustě plstnaté v mládí, později s hladkou hnědou borkou. Listy jsou kopinaté nebo podlouhlé. Květy jsou větrosnubné. Plodem je hustě šedě ochlupená tobolka délky do 4 mm.

## Rozšíření
Je původní v oblastech Japonska a Koreje. Druh je široce pěstován jako okrasná rostlina, lze jej pěstovat i v ČR.

## Synonyma
Podle biolib.cz je pro rostlinu s označením Salix subopposita používáno více rozdílných názvů, například Salix repens var. subopposita nebo Salix sibirica var. subopposita.

## Použití
Rostliny lze použít v ČR jako okrasné rostliny. Jsou vhodné pro vlhká místa pro některé skalky a trvalkové záhony.

## Pěstování
Preferuje slunečné polohy, vlhké půdy. Snese polostín.Snáší exhalace. Dobře snáší řez, obvykle netrpí škůdci. Původní druh se přirozeně rozmnožuje se semeny, kultivary a pěstované rostliny jsou množeny řízkováním bylinnými, nebo dřevitými řízky. Někdy je roubován na bujněji vzrůstné druhy a tvoří stromovité tvary s kompaktní korunou.